# Жигульский, Юрий Ефимович
Юрий Ефимович Жигульский (26 мая 1936 — 7 января 2013) — советский и российский театральный режиссёр и педагог. Заслуженный деятель искусств РСФСР (1973). Главный режиссер Свердловского (Екатеринбургского) театра юного зрителя (1964—1976, 1995—1999) и Московского театра юного зрителя (1976—1986).

## Биография
Работал актёром в Свердловской драме. Окончил режиссёрский факультет Высшего театрального училища имени Б.В. Щукина, где на него оказал большое влияние ректор училища Борис Захава. В 1963 году подготовил дипломный спектакль «Белеет парус одинокий» В. Катаева в Свердловском театре юного зрителя, в котором с 1964 по 1976 работал главным режиссером. В Свердловском ТЮЗе режиссер поставил целый ряд знаковых спектаклей: «Золотой ключик» А. Толстого, «Нахаленок» М. Шолохова, «Сказка о царе Салтане» А. Пушкина и др. 
Руководил актерским курсом в Свердловском театральном училище. Среди его учеников народная артистка РСФСР Любовь Ворожцова, народный артист России Борис Плотников, заслуженные артисты России Владимир Сизов, Владимир Иванский, Любовь Ревякина и др.
В 1976 году назначен главным режиссером Московского ТЮЗа, где проработал до 1986 года. Преподавал в ГИТИСе.
Ахеджакова жаловалась мне на Жигульского: «Этот ваш, свердловский, выгнал меня из театра!». Потом смеялась и добавляла: «За что я ему очень благодарна, я хоть благодаря этому пришла в "Современник" и жизнь моя поменялась!»Николай Коляда, Из воспоминаний о Ю. Е. Жигульском
В 1995 году вернулся в Екатеринбург, где вновь возглавил Екатеринбургский ТЮЗ. Ушел из театра в 1999 году. Его последний спектакли — «Матрос Чижик» К. Станюковича (спектакль удостоен Премии Губернатора Свердловской области «За выдающиеся достижения в области литературы и искусств) и «Аладдин и волшебная лампа». 
Автор книги-летописи «С детства и на всю жизнь…», выпущенной к 75-летию Екатеринбургского ТЮЗа.
Скончался 7 января 2013 года на 77 году жизни в Москве после тяжёлой продолжительной болезни.

## Семья
Жена — Маргарита Олеговна Соколова, актриса Свердловского ТЮЗа (1957—1964) и Свердловского академического драматического театра (1964—1975). 
Сын — Антон Юрьевич Жигульский (род. 1967), переводчик и книгоиздатель.

## Награды
- Заслуженный деятель искусств РСФСР (15 ноября 1973)
- Премия Губернатора Свердловской области «За выдающиеся достижения в области литературы и искусств» (2007)